# فال ماهجونگ ژاپنی

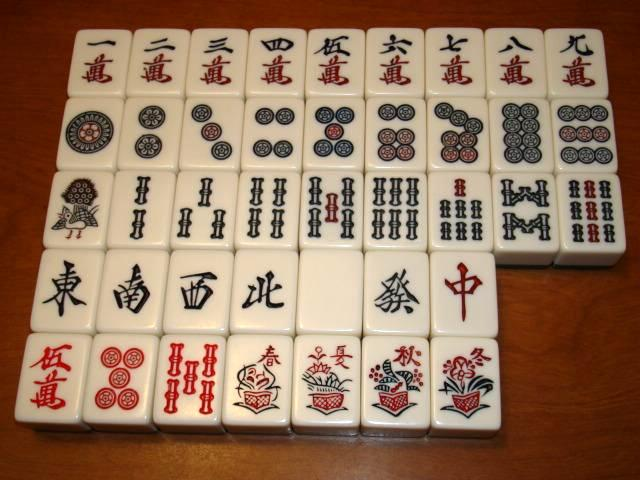
کاشی‌های فال ماهجونگ ژاپنی، از جمله کاشی‌های دورا قرمز و همچنین کاشی‌های فصلی که در انواع مختلف استفاده می‌شوند

فال ماهجونگ ژاپنی (به ژاپنی: 麻雀، هپبورن: Mājan)، همچنین به عنوان فال ماهجونگ ریچی شناخته می‌شود، نوعی از فال ماهجونگ است. در حالی که قوانین اساسی بازی حفظ می‌شود، دارای مجموعه ای منحصر به فرد از قوانین مانند ریچی و استفاده از دورا است.
در سال ۱۹۲۴، سربازی به نام سابورو هیرایاما این بازی را به ژاپن آورد. او در توکیو یک باشگاه، سالن و مدرسه فال ماهجونگ راه اندازی کرد. در سال‌های بعد، محبوبیت بازی به‌طور چشمگیری افزایش یافت. در این فرایند خود بازی از نسخه چینی ساده شد. سپس قوانین اضافی برای افزایش پیچیدگی به تصویب رسید. فال ماهجونگ، از سال ۲۰۱۰، محبوب‌ترین بازی رومیزی در ژاپن است.